# Marcus Cooper Walz
Pour les articles homonymes, voir Walz.
Marcus Cooper Walz, né le 3 octobre 1994 à Oxford, est un kayakiste espagnol de course en ligne. Il remporte la médaille d'or sur le K1 1000 mètres lors des Jeux olympiques de 2016 à Rio.

## Biographie
Fils d'un père allemand et d'une mère britannique, Marcus Cooper Walz vit à Majorque depuis son enfance.
Marcus Cooper Walz remporte deux médailles aux championnats du monde : le bronze en 2014 et l'argent en 2015.
Il remporte la médaille d'or aux Jeux olympiques de 2016 sur le 1000 mètres K1 puis la médaille d'argent lors des Jeux olympiques de 2020 sur le K-4 500m.
Il remporte la médaille d'or en K-4 500 mètres aux Jeux européens de 2023 à Cracovie.
En juin 2024, il est nommé porte-drapeau de la délégation espagnole aux Jeux olympiques d'été de 2024 avec la skipper Támara Echegoyen.